# Lennart Klingström
Lennart Klas Valdemar Klingström, född 18 april 1916 i Österåkers församling, död 5 juli 1994 i Danderyds församling, var en svensk kanotist. Han blev olympisk guldmedaljör i London 1948. Han tävlade för Brunnsvikens Kanotklubb.
Klingström är Stor grabb nummer 13 på Svenska Kanotförbundets lista över mottagare för utmärkelsen Stor kanotist.